# Charmosyna rubronotata
El lori frentirrojo (Charmosyna rubronotata) es una especie de ave psitaciforme de la familia Psittaculidae endémica de las islas de Nueva Guinea, Salawati y Biak.

## Descripción
El lori frentirrojo es un loro pequeño, de unos 17 cm de largo. Su plumaje es principalmente de color verde: verde intenso en las partes superiores, verde amarillento en las inferiores y verde oscuro en las plumas de vuelo de alas y cola. Los machos tienen la frente y la parte anterior del píleo rojos. También tiene rojas las coberteras inferiores de las alas, los hombros y la base superior de la cola y las réctrices laterales. Además presentan una mancha azul o azul violácea en las coberteras auriculares. Las hembras carecen de la coloración roja y azul de los machos salvo el rojo de la base y laterales de la cola. El pico de ambos es de color rosado o rojizo. Los juveniles se parecen a las hembras pero con el pico parduzco, y los machos tienen la frente roja.

## Distribución y hábitat
Se encuentra en las selvas húmedas del norte y noroeste de la isla de Nueva Guinea y las cercanas islas de Biak y Salawati.

## Taxonomía
Se reconocen dos subespecies, según un orden filogenético de la lista del Congreso Ornitológico Internacional:
- C. r. kordoana (Meyer, AB, 1874) - habita en Nueva Guinea y Salawati.
- C. r. rubronotata (Wallace, 1862) - propia de Biak.